# Sophia Reuter
Sophia Reuter   (Dresden, 1971) és una violinista i violista alemanya amb una carrera variada com a solista, orquestral, de cambra i pedagògica.

## Infància i joventut
Sofia Reuter va néixer en una família amb un llarg historial musical. El seu pare, Rolf Reuter, va ser director d'orquestra, i el seu avi, Fritz Reuter, va ser compositor.
Als cinc anys va començar a estudiar violí amb el professor Klaus Hertel al Conservatori de Leipzig (Hochschule für Musik Felix-Mendelssohn-Bartholdy). Entre els seus altres professors d'infància es troba el professor Peter Tietze, de Berlín.
Als deu anys va ser la guanyadora més jove del concurs Johann Sebastian Bach de Leipzig i el 1988 va guanyar el primer premi en el concurs de música de Weimar. El 1989 va ser convidada per Yehudi Menuhin a estudiar a la International Menuhin Music Academy de Gstaad (Suïssa), on va ser alumna seva i d'Alberto Lysy.

## Carrera professional
Ha tocat en festivals de música importants i sales de concert destacades de tot el món. Ha col·laborat amb Yehudi Menuhin, Nikita Magaloff, Igor Oistrakh, Jean-Pierre Rampal, Peter Lukas Graf i molts altres músics destacats. Com a solista, ha estat convidada a actuar regularment per Europa i Amèrica del Sud, i va tocar en moltes ocasions dirigida pel seu pare.
El 1997, Reuter va començar la seva activitat com a professora a l'Acadèmia Internacional de Música Menuhin (IMMA), i en aquest temps també va tocar habitualment amb la Camerata Lysy, el conjunt de virtuosos de l'IMMA. El 1998 i el 1999 va ser professora a l'acadèmia d'estiu del Mozarteum, a Salzburg. El 2002 va començar a ensenyar a l'Acadèmia Bàvara BJSO, a Hammelburg (Alemanya), i per aquesta època va començar dos anys d'estudis amb el professor Alfred Lipka a Berlín. També ha realitzat enregistraments de discos i produccions radiofòniques.
Com a sòlida intèrpret d'orquestra, Reuter ha actuat com a suplent habitual a l'Orquestra Filharmònica de Berlín i a la Deutsche Oper Berlin. Va ser viola principal a l'Orquestra Filharmònica d'Hamburg (2003-2004) i a l'Orquestra Filharmònica de Duisburg (Deutsche Oper am Rhein), de 2006 a 2013. Sovint és convidada com a viola principal al Liceu de Barcelona i a l'Orquestra del Gewandhasus de Leipzig, entre d'altres. Des del 2018 és membre de l'Orquestra Estatal de Berlín.
Sophia ha estat membre del Hamburger String Sextet, el Reuter Trio i el grup Suoni d'arte. Actualment toca amb Trio Lirico i el Tharice Virtuosi on actua amb els seus amics músics, tots ells exalumnes de la IMMA.

## Estil d'ensenyament
L'estil d'ensenyament de Sophia Reuter és una subtil barreja de tècniques de la vella escola per millorar la coordinació de la dreta i l'esquerra i mètodes més nous dissenyats per fomentar la tècnica impecable i la música sense judici i amb molt reforç positiu.